# Pastoral braka i obitelji
Pastoral braka i obitelji, dio pastoralnog bogoslovlja koji razlikuje brak i obitelj na teološkim i sociološkim osnovama. Analizira suvremene promjene obiju ustanova u povezanosti s demografskim kretanjima. Promišlja se kršćanski specifikum braka na antropološko-teološkim polazištima iz motrišta pastorala. Opća kompetencija odnosi se na nijansirano poznavanje složenosti dviju ustanova, a posebno na njihov pastoral u crkvenoj zajednici.